# Räknemynt
Räknemynt är en fingerad valuta som endast utgör en inom ett valutasystem antagen beräkningsgrund, utan att det finns motsvarande präglade mynt med samma namn. När 50-öringen försvann, kom öresräkningen ändå att finnas kvar och öret blev ett räknemynt.

## Äldre räknemynt
Exempel på äldre räknemynt är den svenska marken under medeltiden, plåten under 1800-talet, riksdaler hamburger banko och det portugisiska realmyntet.

### Amsterdam
| Flamländska pund | Gulden (Florin) | Flamländska skilling | Styver | Flamländska grot | Penningar |
| ---------------- | --------------- | -------------------- | ------ | ---------------- | --------- |
| 1                | 6               | 20                   | 120    | 240              | 1920      |
| Källa:           |                 |                      |        |                  |           |

### London
| Pound Sterling | Crown | Shilling | Pence | Farthing |
| -------------- | ----- | -------- | ----- | -------- |
| 1              | 4     | 20       | 240   | 960      |
| Källa:         |       |          |       |          |

### Hamburg
| Pfund  | Reichsthaler | Thaler | Mark | Schilling Vlaamische | Schilling Lübeck | Grot | Pfennig |
| ------ | ------------ | ------ | ---- | -------------------- | ---------------- | ---- | ------- |
| 1      | 2½           | 3 3/4  | 7½   | 20                   | 120              | 240  | 1 440   |
| Källa: |              |        |      |                      |                  |      |         |